# European Christian Political Youth Network
Європейська християнська політична молодіжна мережа — організація, що об'єднує християн, молодих активних людей зі всієї Європи. Метою ECPYN є забезпечення знаннями та навичками своїх членів, сприяння їхній співпраці задля зміцнення християнсько-демократичної політики в Європі. ECPYN має приналежність до Європейського християнського політичного руху (European Christian Political Movement, ECPM)

## Заснування
ECPYN була створена в липні 2004 року у м. Кортенберг (Бельгія) з ініціативи організації PerspectivE (молодіжної організації політичної партії Християнський Союз, Нідерланди, а також інших європейських християнських політичних організацій, таких як Christian Peoples Alliance Youth (Велика Британія). Заснуванню ECPYN передувало проведення Міжнародної літньої школи (International Summer School), участь в якій взяли молоді активісти з усієї Європи, у результаті якої було створено дану спільноту.

## Літня школа
З часу Міжнародної літньої школи у Кортенбергу в 2004 р. Літня школа стала для ECPYN щорічною подією. Під час літньої школи виступають спікери, проводяться семінари, засідають робочі групи, а також організовуються екскурсії та візити відповідно до обраних політичних питань або тем. У 2005 р. Літня школа проводилася в м. Лунтерен (Нідерланди), 2006 р. — у м. Бірстонас (Литва), 2007 р. — в м. Вюрцбург (Німеччина), 2008 р. — м. Кішінеу (Молдова), 2009 р. — м. Рісан (Чорногорія), 2010 р. — м. Охрид (Македонія), а у 2011 р. — в м. Париж (Франція). У 2012 р. чергова Літня школа ECPYN відбудеться у м. Загреб (Хорватія).

## Інші види діяльності
Окрім Літньої школи, ECPYN організовує й інші заходи та провадить різні види діяльності, такі як: регіональні конференції у різних частинах Європи, а також молодіжні програми під час конференцій ECPM. Так, наприклад, в жовтні 2010 року було проведено регіональну конференцію в м. Тбілісі (Грузія), в січні 2011 р. — зимову школу в м. Львів (Україна), а в лютому 2012 р. — зимову школу в м. Естергом (Угорщина).

## Керівництво
З липня 2010 р. президія ECPYN складається із 5 членів:
- Разван Бурляну (президент ECPYN)  Румунія
- Нутса Шавладзе (віцепрезидент)  Грузія
- Ауке Міннема (секретар)  Нідерланди
- Деніс Дівер (політичний секретар)  Франція
- Еліна Фоїнська (директор з організації заходів)  Україна
- Петер Данку (директор з комунікацій)  Угорщина

## Організації-члени
Наступні організації є членами ECPYN:
- Білорусь — Youth Movement of BPF «Young Revival»[недоступне посилання з травня 2019]
- Білорусь — Christian Democratic Youth Council: BCD Youth [Архівовано 23 листопада 2007 у Wayback Machine.]
- Білорусь — Christian Democratic Youth Council: Young Front [Архівовано 6 листопада 2007 у Wayback Machine.]
- Бельгія — Young C'Axent [Архівовано 20 лютого 2012 у Wayback Machine.]
- Бельгія — Young CDF
- Болгарія — Young BKK [Архівовано 5 травня 2012 у Wayback Machine.]
- Велика Британія — Christian Peoples Alliance Youth [Архівовано 12 травня 2008 у Wayback Machine.]
- Вірменія — Christian Peoples Unity of Armenia
- Грузія — Youth Christian Democratic Movement[недоступне посилання з лютого 2019]
- Естонія — Young EKD [Архівовано 27 червня 2012 у Wayback Machine.]
- Латвія — KDS Youth [Архівовано 6 червня 2005 у Wayback Machine.]
- Литва — LKD Youth Section
- Молдова — New Generation PPCD
- Нідерланди —  [Архівовано 4 липня 2012 у Wayback Machine.]
- Німеччина — Party of Bible-abiding Christians: Young Bible-abiding Christians
- Німеччина — Party for Labour, Environment and Family: AUF-party [Архівовано 8 червня 2012 у Wayback Machine.]
- Польща — PiS Youth Forum
- Румунія — Areopagus Youth Forum
- Румунія — Areopagus Centre [Архівовано 23 червня 2012 у Wayback Machine.]
- Швейцарія — Young EDU
- Швейцарія — Young EVP [Архівовано 30 червня 2012 у Wayback Machine.]
- Україна — Christian Democratic Union of Youth

## Організації члени-спостерігачі
- Вірменія — Center for Leadership Development
- Білорусь — Youth Christian Social Union «Young Democrats»
- Kosovo — Young PSHDK

### Асоційовані організації
- ACDP Youth (Південно-Африканська Республіка)